# Árpád Joó
Árpád Joó, né le 8 juin 1948 à Budapest et mort le 4 juillet 2014 à Singapour, est un chef d'orchestre américain d'origine hongroise.

## Biographie
Il fait ses études musicales en cours privé avec Zoltán Kodály de 1954 à 1965 et János Ferencsik de 1954 à 1968.
De 1958 à 1964, il poursuit ses études pianistiques au Conservatoire Béla Bartók de Budapest. Il prend aussi des cours particulier avec Carlo Zecchi pour le piano et la direction d'orchestre de 1963 à 1965, et avec Nikita Magaloff pour le piano de 1964 à 1965. Il travaille ensuite le piano avec Joseph Gat et Pál Kadosa à l'Université de musique Franz-Liszt de 1964 à 1968.
Il poursuit ensuite ses études pianistiques avec Irwin Freundlich à la Juilliard School de New York de 1968 à 1969. Il se concentre ensuite sur la direction d'orchestre qu'il travaille avec Zoltan Rozsnyai à San Diego en 1969, avec Wolgang Vacano et Tibor Kozma à l'Université de l'Indiana de 1970 à 1973, avec Igor Markevitch de 1972 à 1973 et avec Carlo Maria Giulini en 1979.
Il prend la nationalité américaine en 1975.
Il est directeur musical de l'Orchestre symphonique de Knoxville de 1973 à 1978 et de l'Orchestre philharmonique de Calgary de 1978 à 1981. Il est ensuite conseiller musical et premier chef de l'Orchestre philharmonique de Calgary de 1981 à 1983.
Il est principal chef invité à l'European Community Chamber Orchestra en 1985. De 1985 à 1987, il est directeur musical du Festival de Nyirbator en Hongrie. En 1986, il est le principal chef invité de l'Orchestre symphonique de Budapest. De 1987 à 1991, il est directeur musical de l'Orchestre symphonique et du chœur de la radio et Télévision espagnole à Madrid.
En parallèle, depuis 1987, il est aussi professeur de direction d'orchestre aux cours d'interprétation d'Assise. De 1989 à 1991, il est aussi le conseiller musical et le principal chef invité de l'Orchestre du Brabant.
Il est généralement salué par la critique pour ses interprétations caractéristiques de la musique de compositeurs comme Franz Liszt, Béla Bartók et Zoltán Kodály.